# Osservatorio astronomico della Regione Autonoma Valle d'Aosta

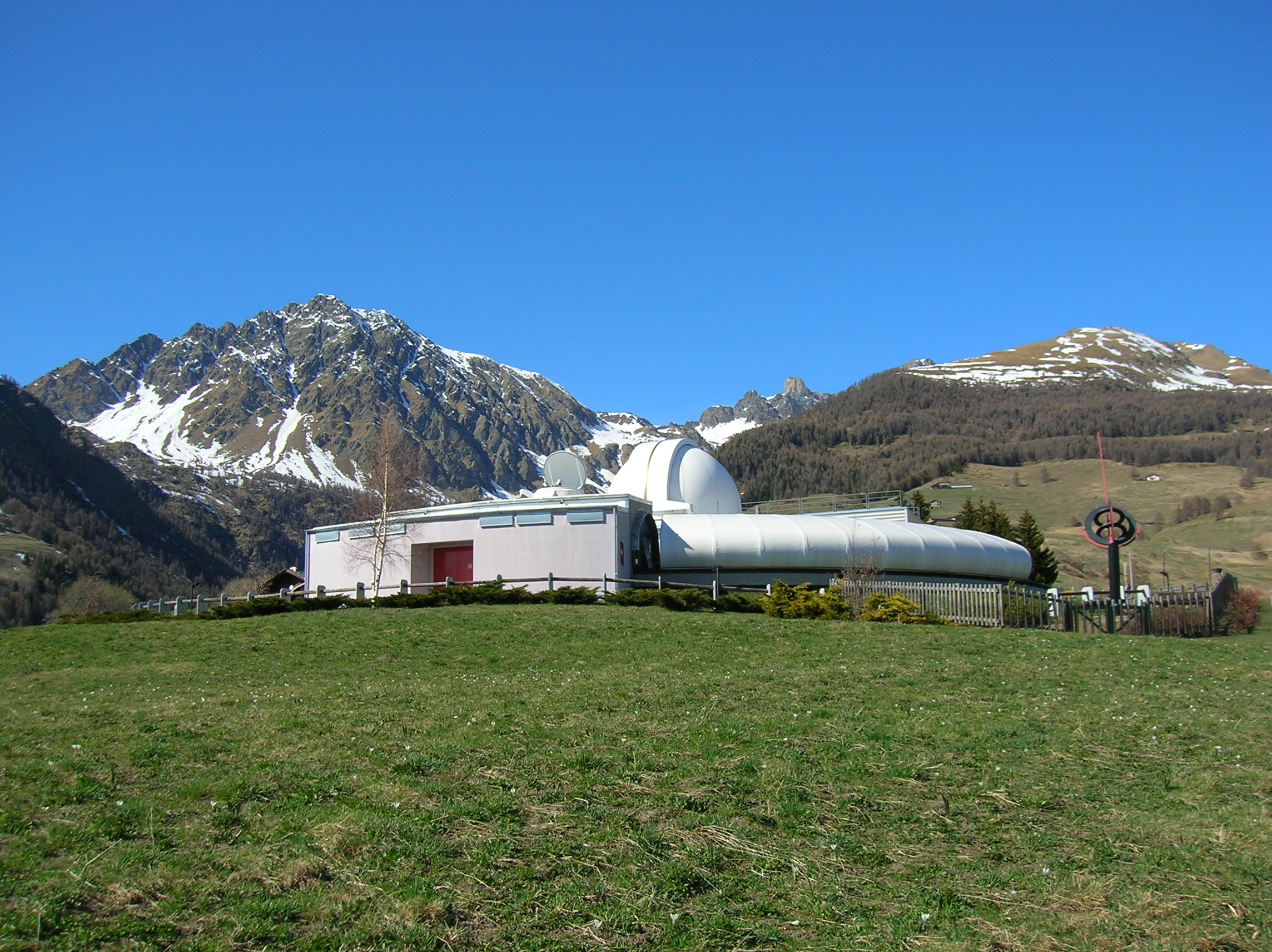
Panorama dell'osservatorio

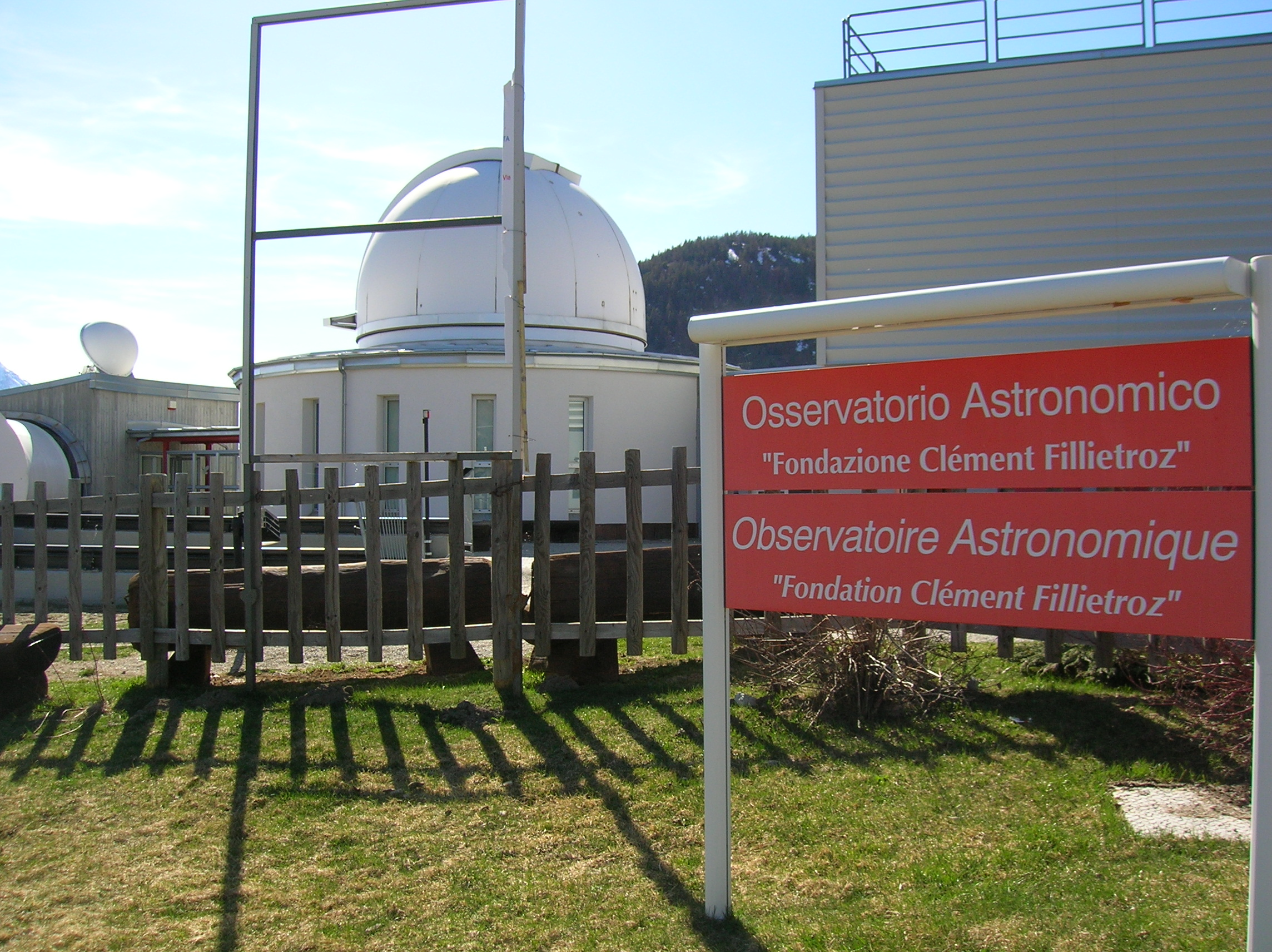
L'ingresso

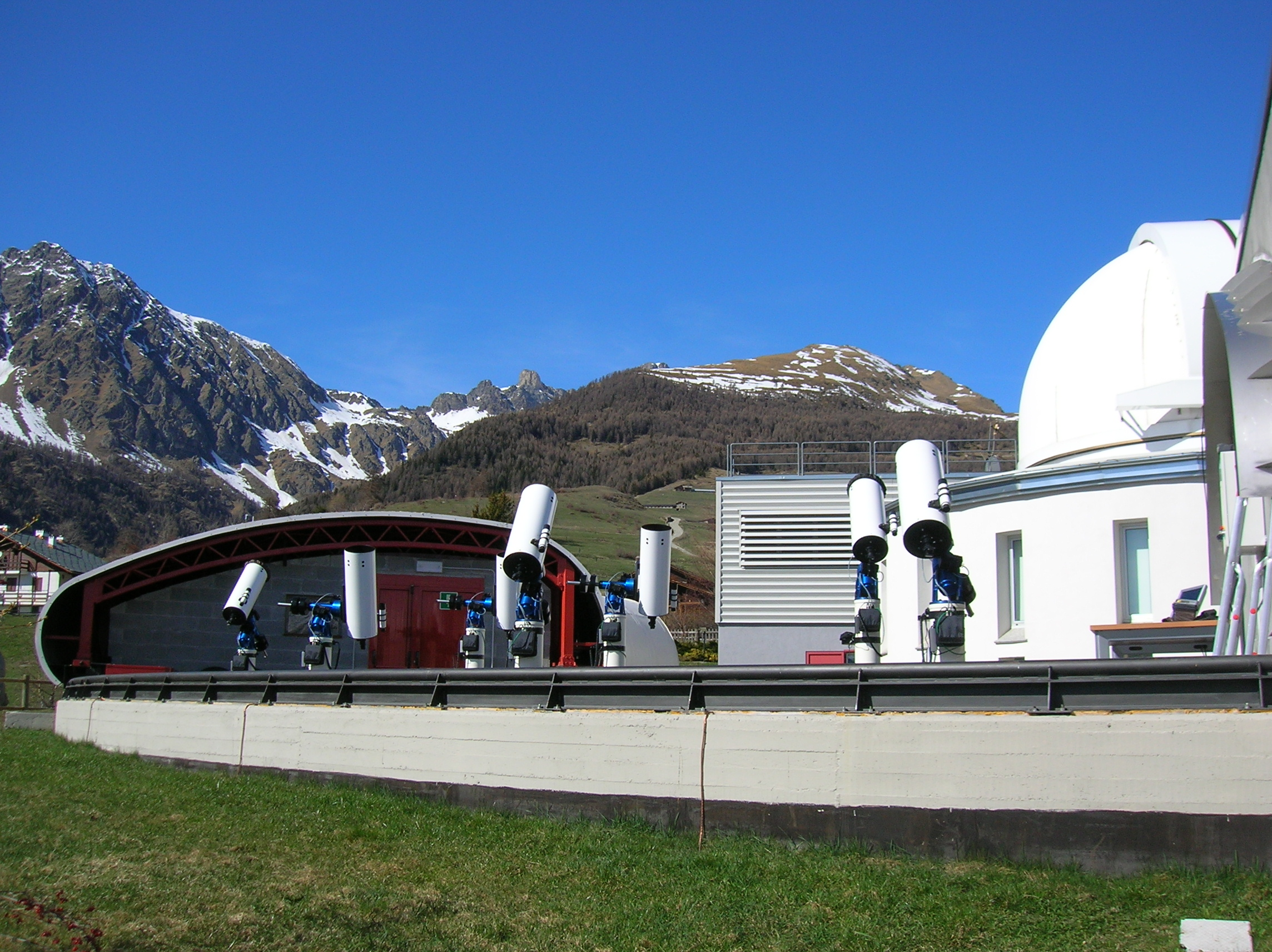
La didattica all'aperto

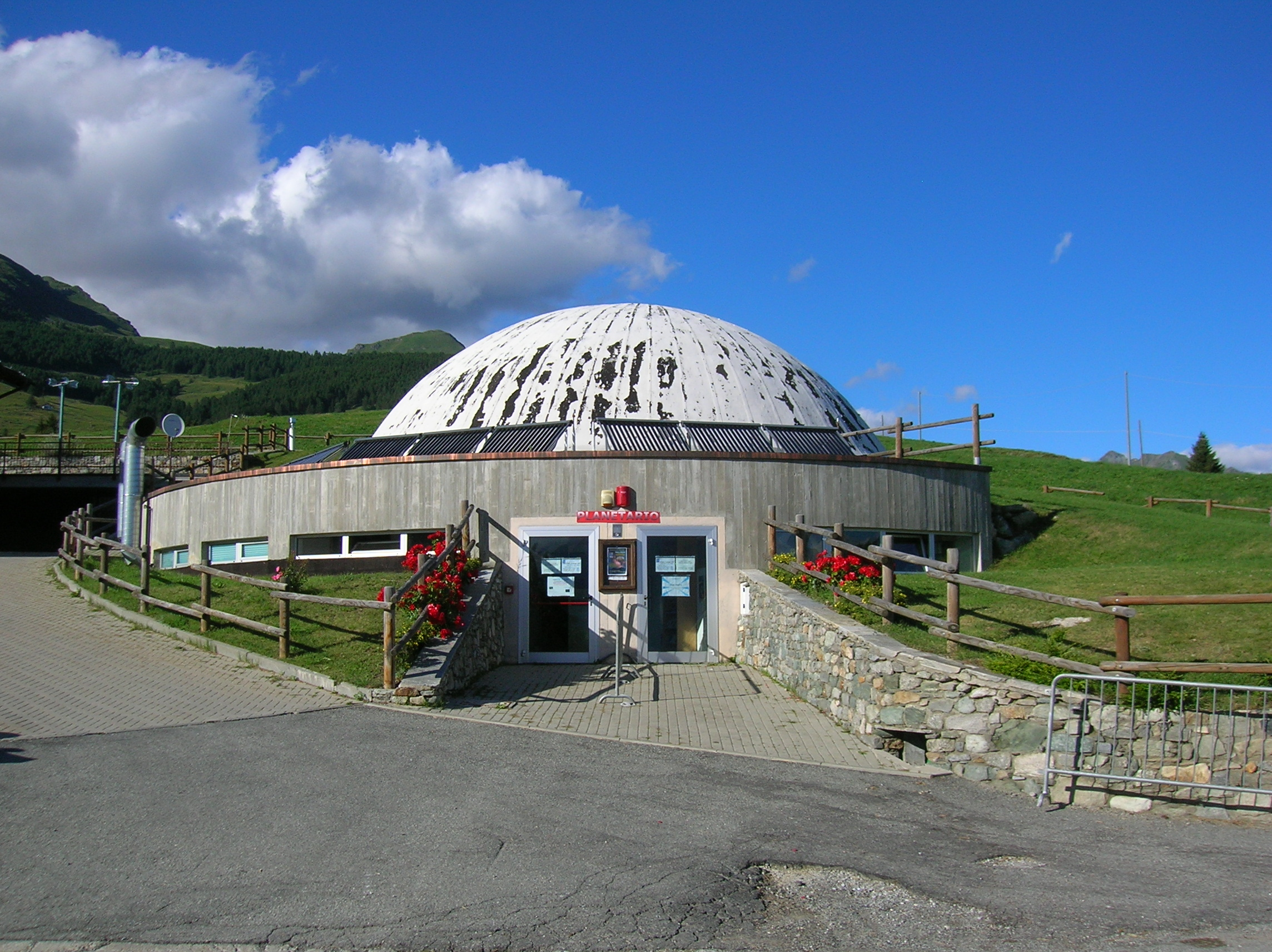
Il Planerario di Lignan

L'osservatorio astronomico della Regione Autonoma Valle d'Aosta (OAVdA) è stato inaugurato a metà del 2003. È equipaggiato delle più moderne strumentazioni, al fine di favorire sia l'attività di ricerca che quella di divulgazione.
La struttura è gestita, insieme al planetario di Lignan, dalla Fondazione Clément Filliétroz - Onlus. Da ottobre 2016, il suo direttore è Jean-Marc Christille.
Presso l'osservatorio si situa anche la stazione meteorologica di Nus-Saint-Barthélemy.
Nella lista dei codici degli osservatori del Minor Planet Observations il codice dell'osservatorio è il B04.

## Il luogo
L'osservatorio si trova vicino al villaggio di Lignan, a 1 675 metri, nella parte alta del vallone di Saint-Barthélemy. La frazione di Lignan si presenta come una terrazza naturale, a ridotto impatto luminoso (inquinamento luminoso) e caratterizzata da una debole tendenza a turbolenze atmosferiche.

## La ricerca scientifica nell'osservatorio astronomico

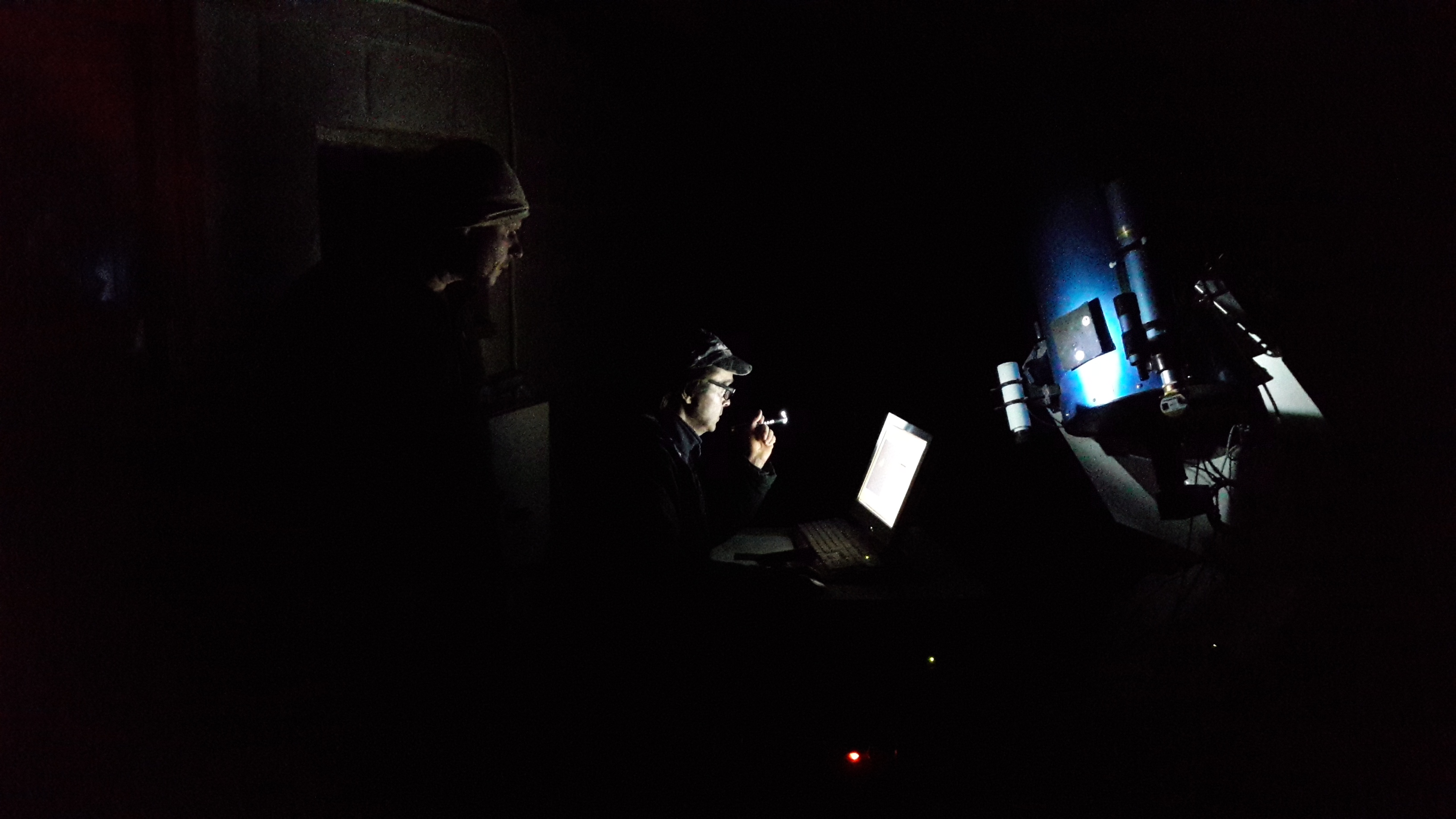
Ricercatori al lavoro con il telescopio Ritchey-Chrétien.

Nell'osservatorio sono attivi quattro progetti di ricerca istituzionali che spaziano dallo studio del sistema solare (ricerca e caratterizzazione di asteroidi) all'indagine sulle stelle della Via Lattea, l'osservazione delle galassie lontane e ricerca di pianeti extrasolari. Inoltre l'OAVdA partecipa, su esplicite richieste di altri istituti in Italia e all'estero, anche a collaborazioni internazionali per specifiche campagne di studio, che si svolgono in periodi ben determinati di tempo a seconda del fenomeno celeste da osservare e analizzare.
Sono state prodotte alcune decine di pubblicazioni scientifiche con peer review, comparse negli atti di importanti congressi internazionali e su riviste specializzate di riferimento a livello mondiale come Astronomy & Astrophysics, The Astrophysical Journal, Icarus, Publications of the Astronomical Society of the Pacific, The Astronomical Journal. I ricercatori in OAVdA tra la fine del 2011 e l'inizio del 2012 sono stati associati all'INAF (Istituto nazionale di astrofisica).

## Il laboratorio eliofisico
L'osservatorio astronomico è dotato anche di un laboratorio eliofisico, un'aula didattica nella quale è possibile, durante le visite diurne, proiettare il Sole e svolgere osservazioni di gruppo del Sole in piena sicurezza per la vista tramite un telescopio dotato di uno specchio di 250 mm. Inoltre il laboratorio è dotato anche di filtro H-α utile per l'osservazione della cromosfera solare.